# Theodor von Scheve
Theodor Adolf Ludwig von Scheve (* 11. Juni 1851 in Cosel, Oberschlesien; † 19. April 1922 in Patschkau, Oberschlesien) war ein deutscher Schachmeister.

## Leben
Theodor war Angehöriger der Adelsfamilie von Scheve. Er war das siebente von 12 Kindern seiner Eltern, des preußischen Majors Adolf von Scheve (1802–1878) und Adolfine, geborene Benecke (1821–1880). Er bestritt zunächst eine Offizierslaufbahn in der preußischen Armee und erhielt seinen Abschied als Premierleutnant. Aus seiner 1890 mit Gertrud Hartwice (* 1859) geschlossenen Ehe sind zwei Söhne, die ebenfalls eine Offizierslaufbahn in der preußischen Armee anstrebten, und eine Tochter hervorgegangen, bevor die Ehe geschieden wurde.
Theodor von Scheve, der recht spät zum Schach fand, hat nach Tarraschs Einschätzung „der Schachwelt das vielleicht einzig dastehende Schauspiel gegeben, wie sich ein guter Spieler noch im reifen Mannesalter zum wirklichen Meister entwickelt“. Er nahm in den Jahren 1887 bis 1911 mit beachtlichen Erfolgen an vielen internationalen Turnieren teil. Unter anderem wurde er Vierter in Leipzig 1888 und Dritter in Monte Carlo 1901.
Von Scheve veröffentlichte 1919 im Verlag von Bernhard Kagan einen Essay schach-philosophischer Gedanken: Der Geist des Schachspiels (Nachdruck 2021, ISBN 978-3-941670-41-9).